# Txeremxani Nº 1
Txeremxani Nº 1 (en rus: Черемшаны № 1) és un poble (un possiólok) de l'óblast de Saràtov, a Rússia, segons el cens del 2010 tenia 46 habitants. Pertany al districte municipal de Khvalinsk.